# Велика хоральна синагога (Київ)
Велика хоральна синагога, або синагога на Подолі — культова споруда, розташована в Києві. Відкрита у 1895 році.

## Історія
1894 року почалося будівництво синагоги, спочатку як особняк Гесселя Розенберга, можливо, для спрощення отримання дозволу.
До нового особняку купця Габрієля-Якова Геселевича Розенберга, де була нова простора зала, за рішенням влади, було дозволено перенести молитовний будинок.

Київський поліцмейстер дав новому будинку таку характеристику: 
| | \| За зібраними відомостями виявилося: будинок Розенберга, куди прохачі припускають перенести молільню, кам'яний недавно відбудований, по внутрішньому оздобленню виключно пристосований для молитовної школи, складається з великої зали завдовжки в 27 арш. і шириною в 15 арш. в два просвіти, з хорами, галереєю з боків на залізних колонах; крім того, підвальний поверх також пристосований для моління найбіднішого класу прихожан; будинок цей від найближчих православних церков знаходиться на відстані більше двохсот сажнів, а також умовами громадської безпеки відповідає \| Оригінальний текст (рос. дореф.) [По собранным сведениям оказалось: дом Розенберга, куда просители предполагают перенести молельню, каменный недавно отстроенный, по внутреннему убранству исключительно приспособлен для молитвенной школы, состоит из большой залы длиною в 27 арш. и шириною в 15 арш. в два света, с хорами, галереей по бокам на железных колоннах; кроме того, подвальный этаж также приспособлен для моления беднейшего класса прихожан; дом этот от ближайших православных церквей находится на расстоянии более двухсот сажен, а также условиям общественной безопасности соответствует] Помилка: [undefined] Помилка: {{Lang}}: немає тексту (допомога): невпізнаний код мови: ru-dor (допомога) |
| За зібраними відомостями виявилося: будинок Розенберга, куди прохачі припускають перенести молільню, кам'яний недавно відбудований, по внутрішньому оздобленню виключно пристосований для молитовної школи, складається з великої зали завдовжки в 27 арш. і шириною в 15 арш. в два просвіти, з хорами, галереєю з боків на залізних колонах; крім того, підвальний поверх також пристосований для моління найбіднішого класу прихожан; будинок цей від найближчих православних церков знаходиться на відстані більше двохсот сажнів, а також умовами громадської безпеки відповідає | |

Синагога була відкрита в 1895 році. У 1915—1916 роках була реконструйована і розширена за фінансової підтримки барона Володимира Гінзбурга. 
Вона була побудована в неомавританському стилі.
За часів радянської України у 1929 році в колишній синагозі Розенберга почала діяти реміснича артіль. 
Після закінченн Другої світової війни, у 1945 році, діяльність синагоги була відновлена і вона тривалий час була єдиною діючою синагогою Києва. На початку 1950-х років на подвір'ї синагоги було споруджено мацепекарню. 1990 року головним рабином Києва та України став Яків Дов Блайх, і синагогу реставрували. Його зусиллями були відкриті єшива і чоловіча та жіноча єврейські гімназії.
У 1992 році її повернули єврейській громаді Києва. Повторне відновлення відбулося у вересні 2002 року.

## Галерея

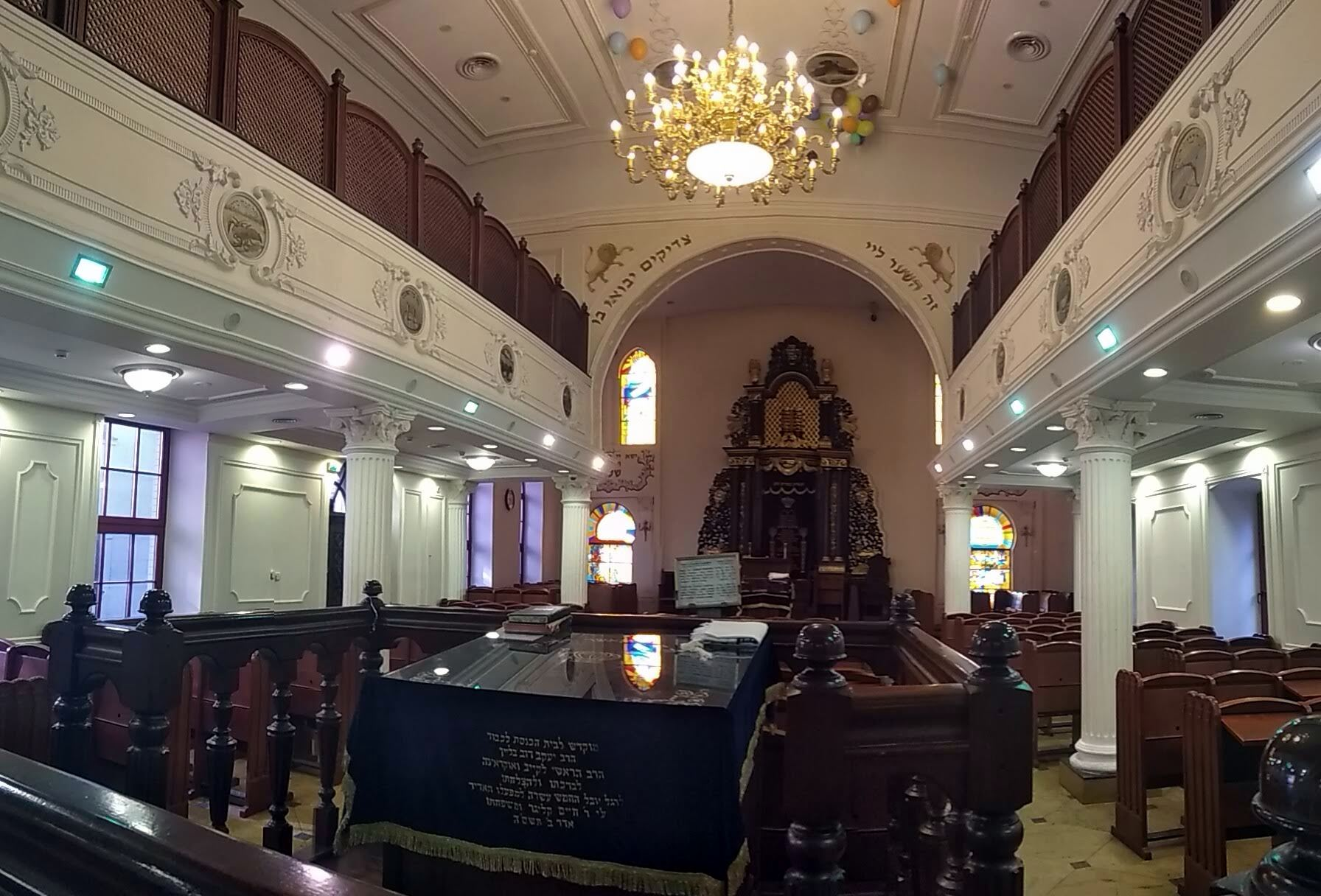
Інтер'єр
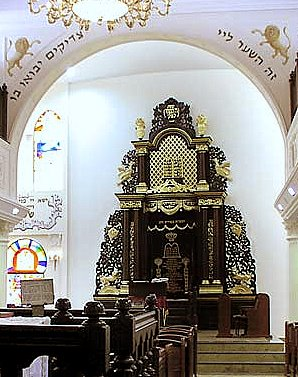
Арон Га-кодеш
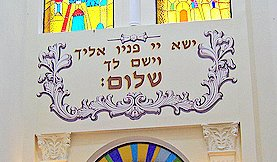
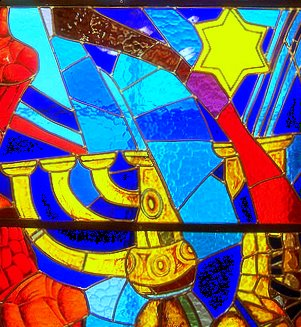
Вітраж